# 古尔东-米拉
古尔东-米拉（法語：Gourdon-Murat，法語發音：[ɡuʁdɔ̃ myʁa]）是法国科雷兹省的一个市镇，属于于塞勒区。该市镇由古尔东（Gourdon）和米拉（Murat）等村庄组成。

## 地理
古尔东-米拉（45°33'18"N, 1°53'25"E）面积15.81 平方千米，位于法国新阿基坦大区科雷兹省，该省份为法国中南部省份，北起上维埃纳省和克勒兹省，西接多爾多涅省，南至洛特省，东临多姆山省和康塔爾省。
与古尔东-米拉接壤的市镇（或旧市镇、城区）包括：博讷丰、比雅、莱斯塔尔、普拉迪讷、维扬。

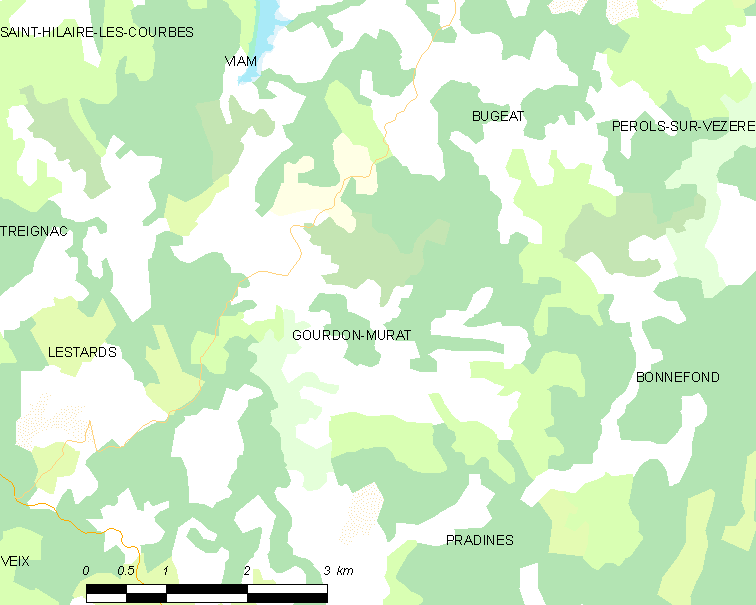
古尔东-米拉的OSM定位图

古尔东-米拉的时区为UTC+01:00、UTC+02:00（夏令时）。

## 行政
古尔东-米拉的邮政编码为19170，INSEE市镇编码为19087。

## 政治
古尔东-米拉所属的省级选区为米勒瓦什高原县。

## 人口

1962-2008年间古尔东-米拉人口变化图示

古尔东-米拉于2022年1月1日时的人口数量为85人。